# Poetry (Texas)
Poetry kisváros az USA Texas államában, Hunt és Kaufman megyében. 
Poetry egy város az Amerikai Egyesült Államokban, Texas államban, Kaufman és Hunt megyékben, a 986-os és az 1565-ös Farm to Market Roads kereszteződésénél, Terrelltől körülbelül hat mérföldre északra. 2020-as becslések szerint a lakosság száma 2069 fő.
Eredetileg Turner's Point néven ismerték, 1858-ban postahivatalt és iskolát létesítettek. 1876-ban a közösséget átnevezték Poetryre. Az új nevet a helyi kereskedő, Maston Ussery javasolta, aki szerint a környék tavasszal egy versre emlékezteti őt. 1904-ben Poetry lakossága 234 fő körül érte el a csúcsot. A postahivatal 1905-ben bezárt, és a szolgáltatást a közeli Terrelben vonták össze. Az 1984-es beolvasztási szavazást a helyi lakosok jóváhagyták, de a Kaufman Megyei Bizottsági Bíróság technikai hibák miatt érvénytelenítette. Ma Poetry egy szétszórt, gyéren lakott közösség.
Poetry közösségében a közoktatást a Terrell Independent School District biztosítja.
A 2020-as választásokon Poetry lakói ismét a beolvasztás mellett szavaztak.

## Népesség
A település népességének változása: